# Таджицька державна філармонія імені А. Рудакі
Таджицька державна філармонія — концертна установа у Душанбе. Відкрита 1937 року. До її складу увійшли оркестр народних інструментів (1937), ансамбль рубобісток (1940), ансамбль пісні і танцю (1940), пізніше — симфонічний оркестр.